# Łukasz Gerstenstein
Łukasz Gerstenstein (ur. 6 października 2004 w Kowarach) – polski piłkarz, występujący na pozycji pomocnika w klubie Śląsk Wrocław.